# Thiomargarita namibiensis
Thiomargarita namibiensis is een gramnegatieve kokkenbacterie, die is gevonden in de oceaansedimenten van het continentaal plat van Namibië. Het is de grootste bacterie ooit ontdekt en in het algemeen 0,1 tot 0,3 mm (100 tot 300 µm) breed, maar soms wel tot 0,75 mm (750 µm). De omvang is groot genoeg om met het blote oog te worden gezien.
Het haalt als een chemoheterotroof organisme zijn energie uit de reactie van anorganische stoffen, met name van sulfiden met nitraat dat in een hoge concentratie van binnen in de cel wordt opgeslagen.

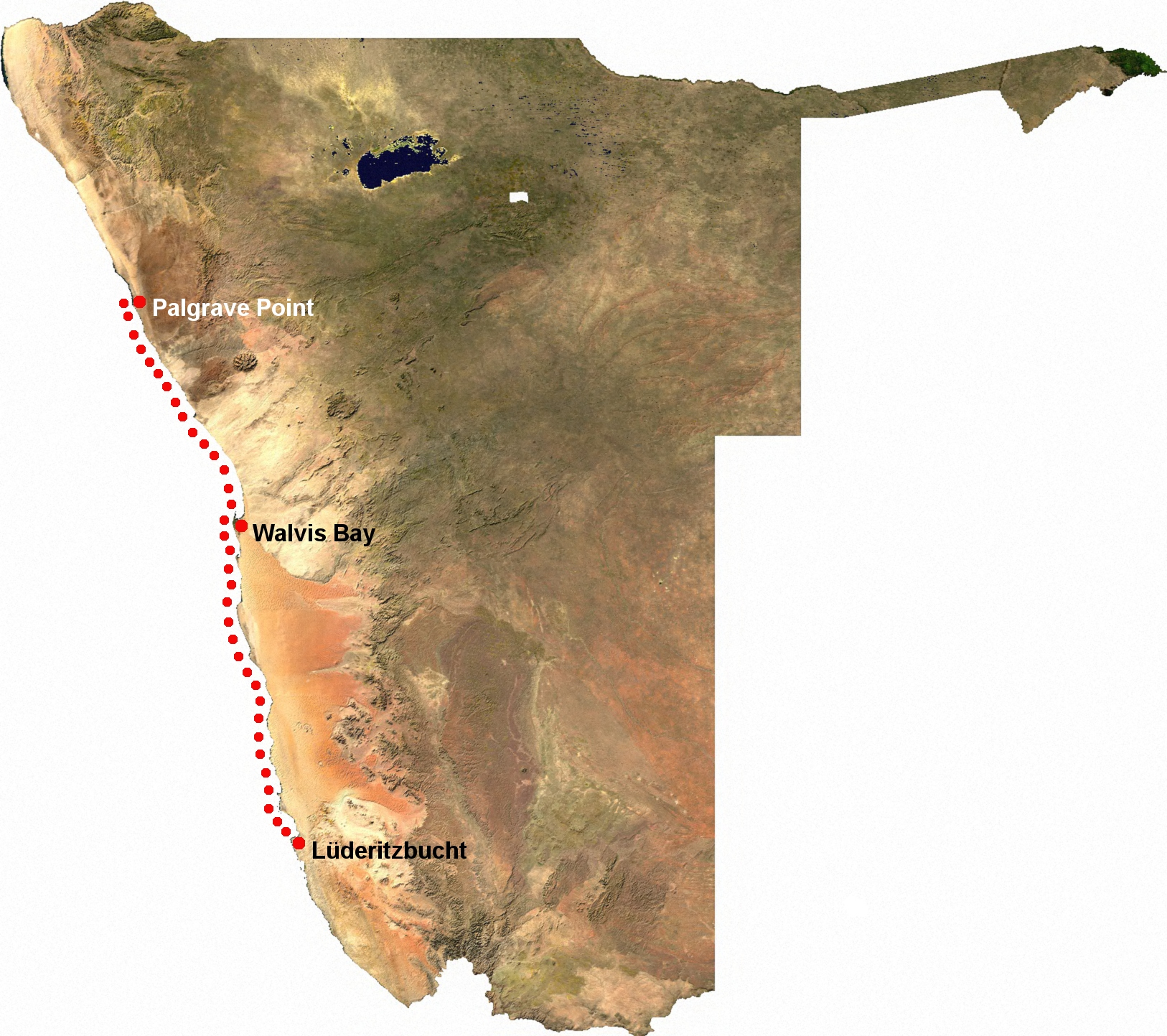
Verspreidingsgebied van Thiomargarita namibiensis in een rode gestippelde lijn aangeduid.